# Giuliano Biatta
Giuliano Biatta (Pompiano, 14 maggio 1957) è un ex ciclista su strada italiano, professionista dal 1981 al 1984.

## Palmarès
- 1979 (G.S. Passerini Gomme)

Targa Crocifisso
- 1980 (G.S. Passerini Gomme)

3ª tappa Giro della Valle d'Aosta (Valtournenche > Donnas)

## Piazzamenti

### Grandi Giri
- Giro d'Italia

1981: 69º
1982: 67º
1983: 65º
1984: 75º
- Tour de France

1982: 120º